# Rosen Kirilov
Rosen Kirilov (på bulgarsk: Росен Кирилов) (født 4. januar 1973 i Vidin, Bulgarien) er en tidligere bulgarsk fodboldspiller og nuværende assistent træner for Slavia Sofia, der spillede som midterforsvarer. Han repræsenterede på klubplan primært CSKA Sofia og Litex Lovetj i hjemlandet, men spillede også for blandt andet tyrkiske Adanaspor. For Bulgariens landshold nåede han 51 kampe, og var en del af landets trup til både VM i 1998 og EM i 2004.